# Stanka Golob
Stanka Golob, slovenska antikvarka, * 18. december 1951, Maribor.
Stanka Golob je bila do leta 2010 vodja Trubarjevega antikvariata v Ljubljani. Za svoje delo je leta 1993 prejela Schwentnerjevo nagrado, ki jo podeljujejo za uspehe v založništvu in knjigotrštvu, v letu 2008 naziv knjigotržec leta, leta 2011 Trubarjevo priznanje za pomembne prispevke k ohranjanju slovenske pisne kulturne dediščine, leta 2017 za svoje dolgoletno delo in zasluge plaketo glavnega mesta Ljubljana, že leto prej pa je njen antikvariat prejel najvišje državno odlikovanje Medaljo za zasluge za visoko strokovno delo pri zagotavljanju dostopnosti knjig in prispevek k bralni kulturi. 
Leta 2017 je prejela tudi Schwentnerjevo nagrado za življenjsko delo - za življenjski prispevek k razvoju založništva in knjigotrštva, za odličnost in preseganje povprečnosti, za dosežene poslovne uspehe, za inovativnost in kreativnost, za pedagoški prispevek in predajanje znanja ter dosledno upoštevanje visokih moralnih in etičnih standardov.